# Comptes rendus de l'Académie des Sciences
Comptes rendus de l'Académie des Sciences este un periodic știintific publicat din 1835 sub egida Academiei Franceze de Științe. Multe personalități științifice din România au publicat lucrările științifice aici: 
- Ștefania Mărăcineanu
- Nicolae Vasilescu-Karpen
- Horia Hulubei
- Radu Pârvan